# Chetco (řeka)
Chetco (anglicky Chetco River) je devadesát kilometrů dlouhá řeka ve Spojených státech amerických ve státě Oregon. Její povodí má rozlohu zhruba 912 čtverečních kilometrů a celé leží v okrese Curry. Řeka protéká poměrně členitou a nedostupnou krajinou a během toku ke svému ústí do Tichého oceánu ztratí 975 metrů výšky. Kromě posledních osmi kilometrů protéká lesem Rogue River – Siskiyou National Forest.
Tok směřuje zejména na sever, západ a později na jihozápad, ústí řeky se nachází pouhých deset kilometrů od hranic Kalifornie.